# رولاند کالور
رولاند کالوِر (انگلیسی: Roland Culver؛ ‏ ۳۱ اوت ۱۹۰۰ – ۱ مارس ۱۹۸۴) بازیگر اهل بریتانیا بود.
از فیلم‌ها یا برنامه‌های تلویزیونی که وی در آن نقش داشته است، می‌توان به گلوله آتشین، کاملاً غریبه  و گوژپشت نتردام اشاره کرد.